# Münster (westfälisches Adelsgeschlecht)

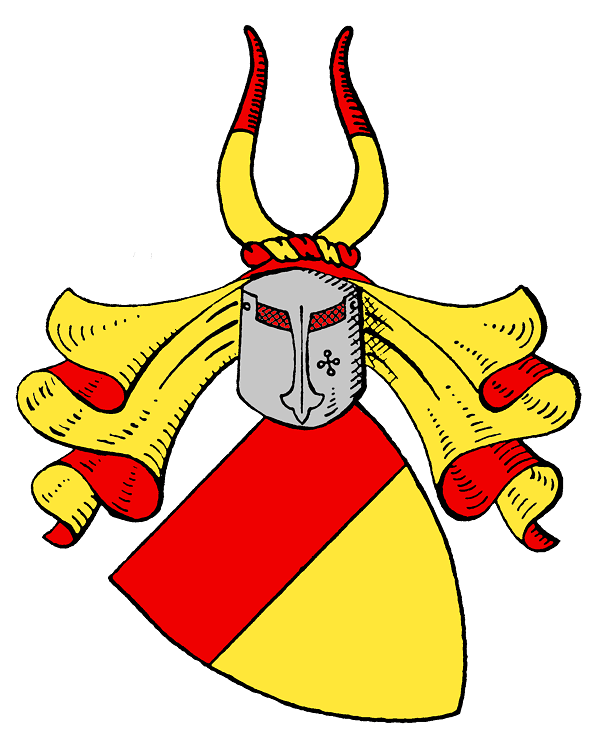
Stammwappen derer von Münster

Fürst Georg Herbert zu Münster-Derneburg (1820–1902)

Münster, auch Mönster oder Monster, ist ein altes hochfreies westfälisches Adelsgeschlecht. Die von bzw. zu Münster gehören zu den ältesten noch blühenden deutschen Adelsfamilien.

## Geschichte

### Herkunft
Der Name leitet sich wahrscheinlich vom in Münster gelegenen Brockhof und dem damit verbundenen Schultheißamt ab, der zum münsterischen Domkapitel gehörte und dessen Ursprung in spät karolingischer Zeit angenommen wird. Als frühe Leitnamen wurden Hermann und Rolof an Angehörige der Familie vergeben. Wahrscheinlich bestand eine Stammesverwandtschaft mit denen von Bevern, von Steinfurt und den Edelherren von Meinhövel (die ein ähnliches Wappen führen) und weiteren westfälischen Dynastengeschlechtern., z. B. mit den Deckenbrock / Droste zu Hülshoff.
Nach Kneschke werden bereits im 10. Jahrhundert die von Münster als angesehene Ritter genannt. In älterer Literatur wird als Stammvater der vermutete Erbauer von Burg Meinhövel unweit von Nordkirchen, Hermann I., Sohn von Ethelhard und Bruder von Albion, genannt. Er soll als Heerführer der Sachsen gegen Karl den Großen 789 bei Harstatt gefallen und mit Asta, der Schwester des norwegischen Königs, verheiratet gewesen sein.
Erstmals urkundlich erwähnt wird das Geschlecht im Jahr 1170 mit Ernestus de Monasterio.
Die Stammgüter lagen in Westfalen, vor allem im Hochstift Münster.  In einer Urkunde von 1226 wird Ritter Hermann I. von Münster als Bewohner der Wallburg Haskenau in Handorf (Münster) genannt. Im Familienbesitz waren neben Lehn- auch Allodialgüter. Die Bischofskirche zu Münster wurde auf den Besitzungen des Geschlechts errichtet, weshalb sie auch bis 1268 das Patronatsrecht ausübten. Im selben Jahr mussten sie nach langen Streitigkeiten dieses Recht an das Bistum Münster für 800 Mark abtreten. Frühe Lehnsverhältnisse bestanden auch zur Abtei Werden. Mitglieder der Familie zählten zu den Förderern des 1142 gegründeten Klosters Hohenholte und traten als Ministeriale, Burgmannen und Drosten der Bischöfe von Münster, Osnabrück und der Grafen von Bentheim auf.

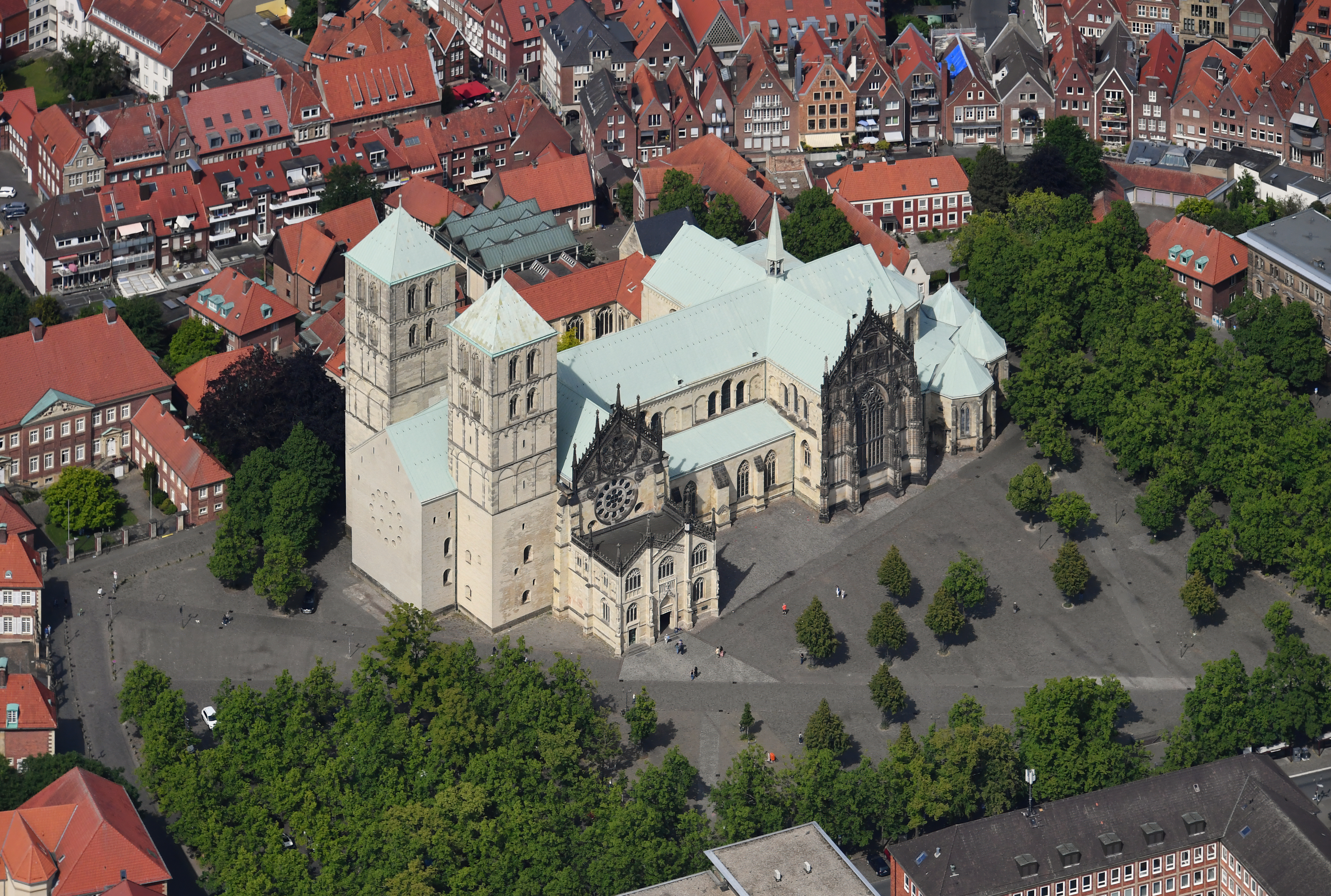
St.-Paulus-Dom zu Münster
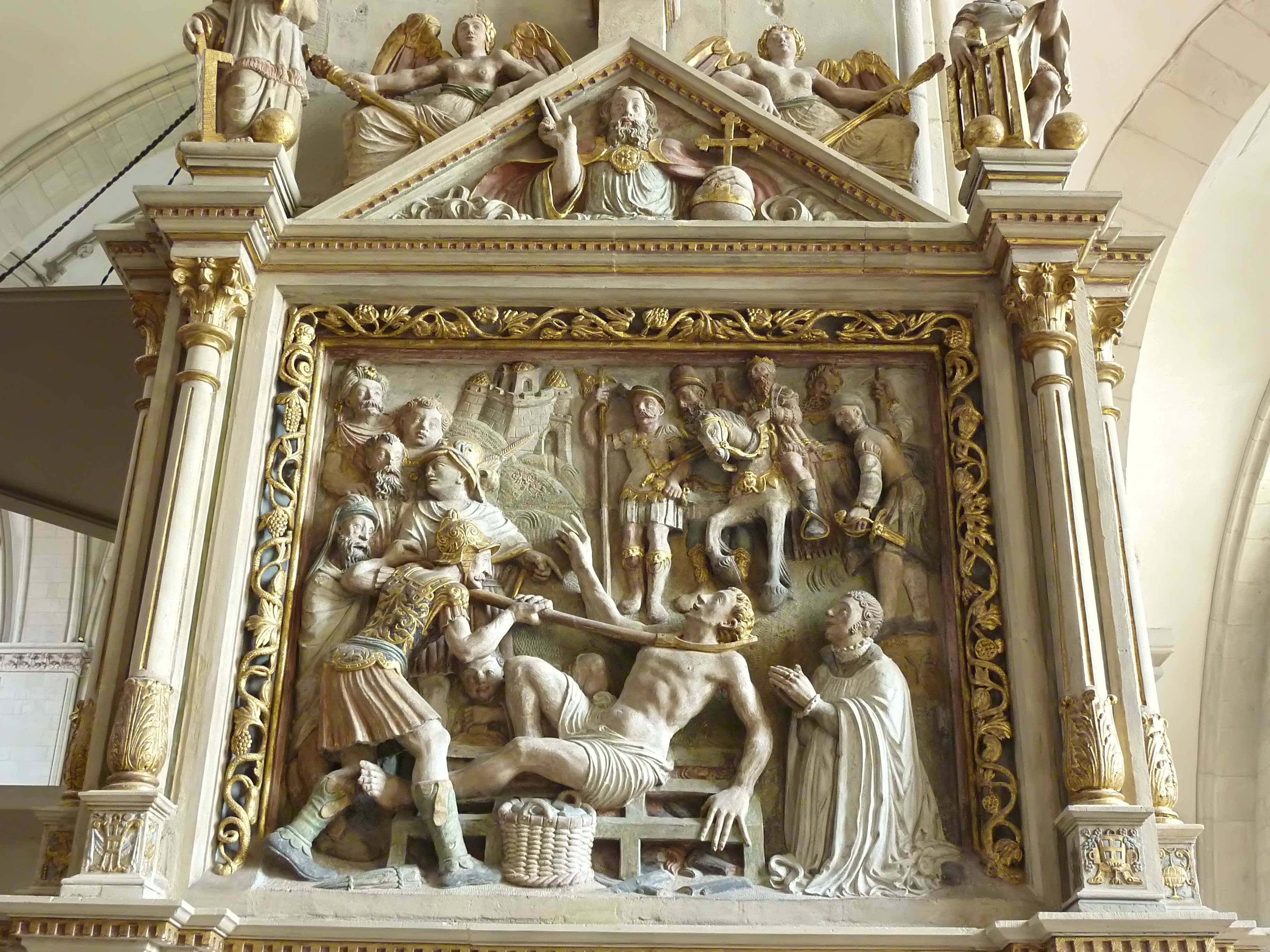
Epitaph Bernhard von Münster, Laurentiusaltar St.-Paulus-Dom Münster
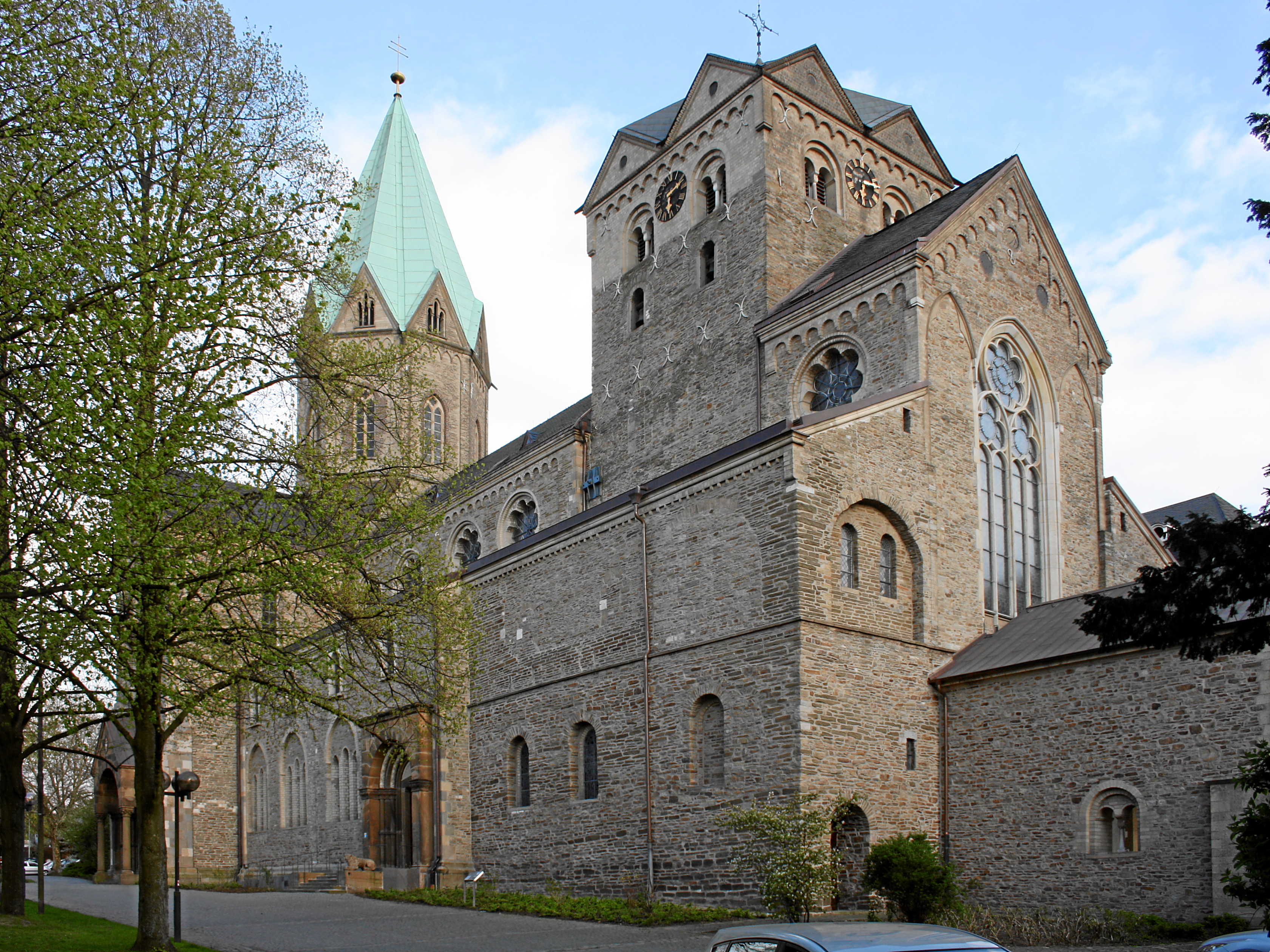
Abtei Werden
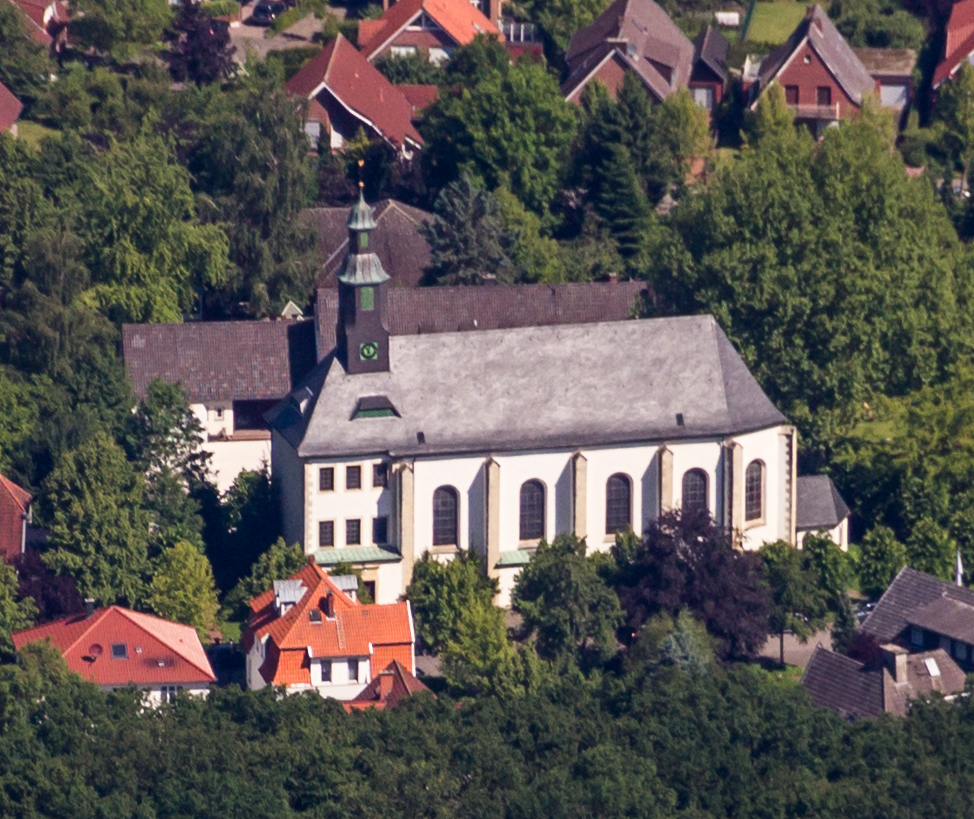
Stiftskirche St. Georg (Hohenholte)

### Linien und Besitzungen
Verschiedene Zweige gelangten im Laufe der Zeit an den Niederrhein, nach Hannover, Oldenburg, Mecklenburg, Pommern, die Oberlausitz und Südpreußen. Die späteren Freiherren nannten sich zumeist Mönster, seit der Erhebung in den Grafenstand führten sie den Namen Münster. Im Baltikum wurde Jaspar Landmarschall des Deutschen Ordens. Er wurde 1577 durch die Moskowiter umgebracht.
Die vermutete Burg Meinhövel bei Nordkirchen wurde wahrscheinlich 1242 von fürstbischöflichen Truppen zerstört. Anfang des 14. Jahrhunderts zog eine Bertha von Münster zu Diepenbrock, Nachfahrin der Herren von Meinhövel, unter Verweis auf alte Rechte nach Nordkirchen, um einen halben Kilometer westlich des Burgstalls neben der Mühle am Teufelsbach einen Wohnturm zu errichten. Die ebenfalls in Nordkirchen ansässige adelige Familie Morrien strengte vor dem Reichskammergericht einen Prozess an, bei dem es letztlich um die Vorherrschaft in Nordkirchen ging, indem sie bestritt, dass es in Nordkirchen einen früheren Adelssitz der Familie Meinhövel gegeben habe, und den sie offenbar verloren hat, denn Berthas Sohn konnte den Wohnturm nach und nach zu einer ansehnlichen Burg erweitern. Diese neue Wasserburg wurde im 19. Jahrhundert zerstört.
Edgard von Münster, Edler Herr zu Meinhövel und Rünen († 1522), begründete durch seinen Sohn Georg die Linie des Geschlechts, die sich in Westfalen ausbreitete. Surenburg kam 1612 in den Besitz der Familie, Gut Langelage (heute ein Ortsteil von Bohmte) 1764 durch Heirat aus der Familie von Oer und Schloss Ledenburg 1776. Drei Brüder teilten diese Linie in die drei Häuser Langelage, Meinhövel und Ledenburg. Der ältere Sohn Ludwig Friedrich Diedrich Wilhelm, Herr zu Langelage, Warburg, Germete, Surenburg und Geisbeck, war der Begründer des Hauses Langelage im Osnabrückschen. Der mittlere Sohn Georg Werner August Diedrich begründete das Haus Meinhövel in Westfalen und der jüngere Sohn Ernst Friedrich Herbert, Halbbruder der genannten älteren Brüder, das Haus Ledenburg, ebenfalls im Osnabrückschen.

#### Haus Langelage (mit Surenburg, Ledenburg und Derneburg)

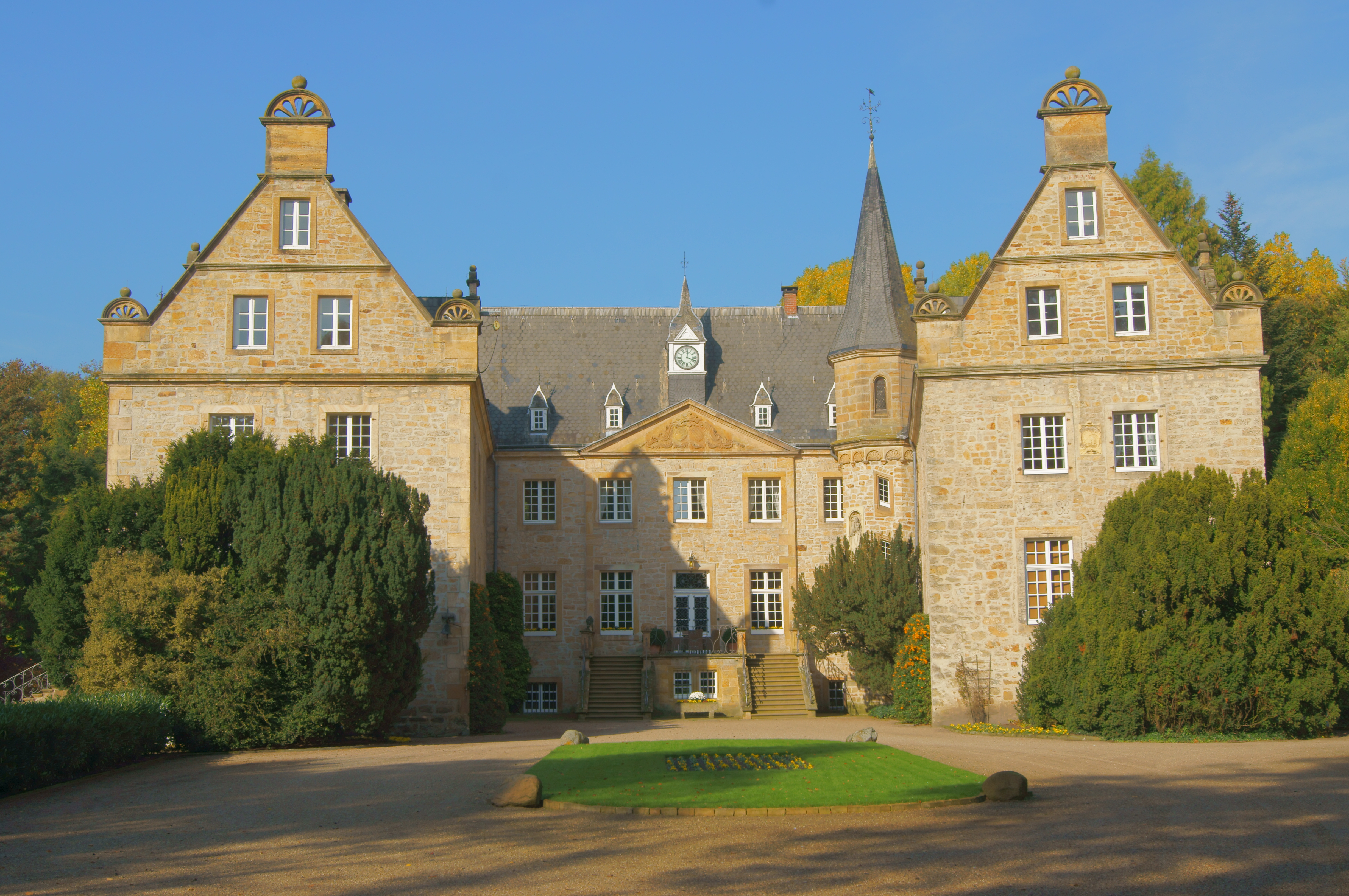
Surenburg, 1612 bis 1786 im Besitz der Familie

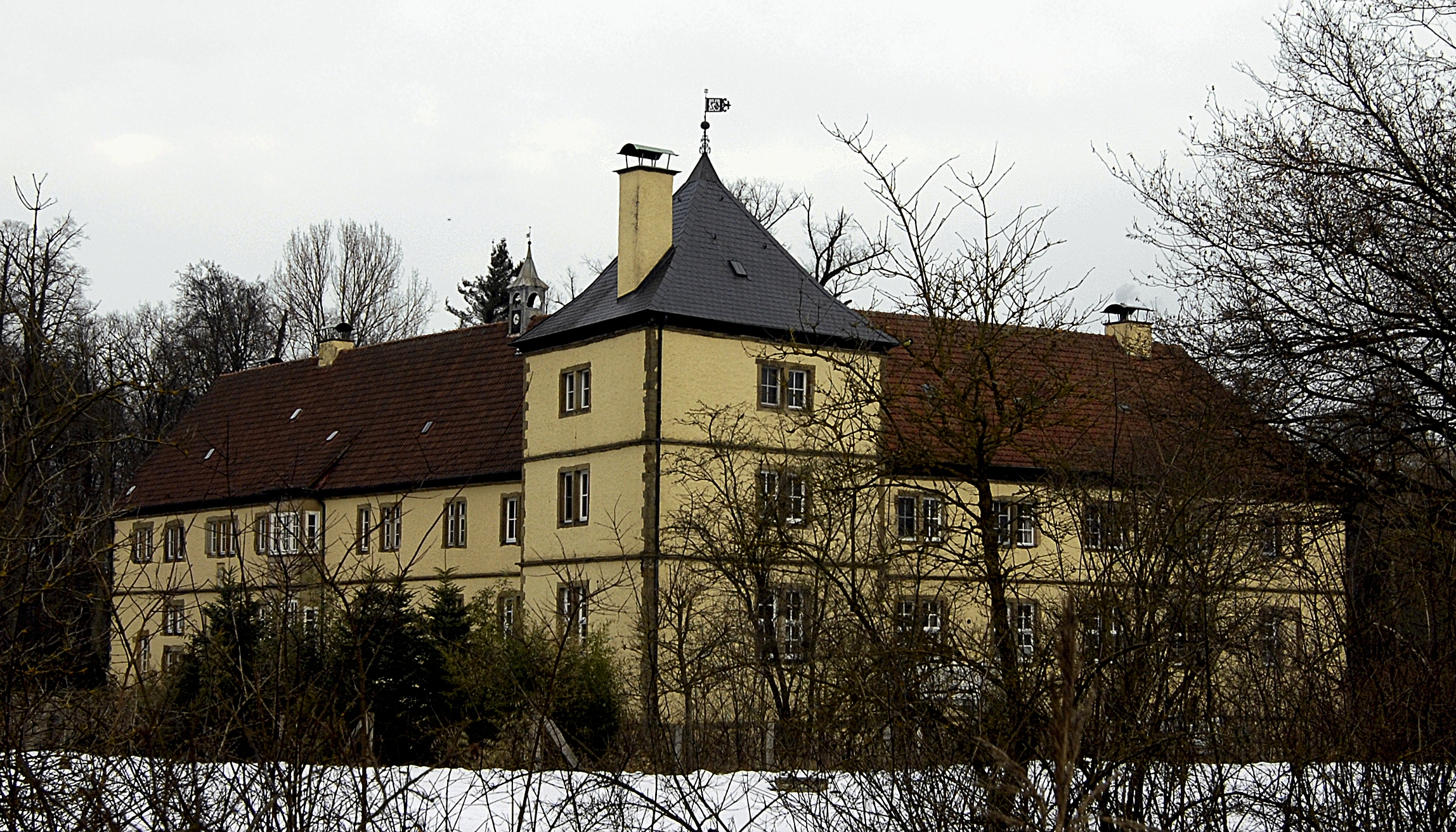
Schloss Ledenburg, seit 1622 Sitz der Freiherren von Grothaus, 1776 bis 1951 im Besitz der Familie zu Münster

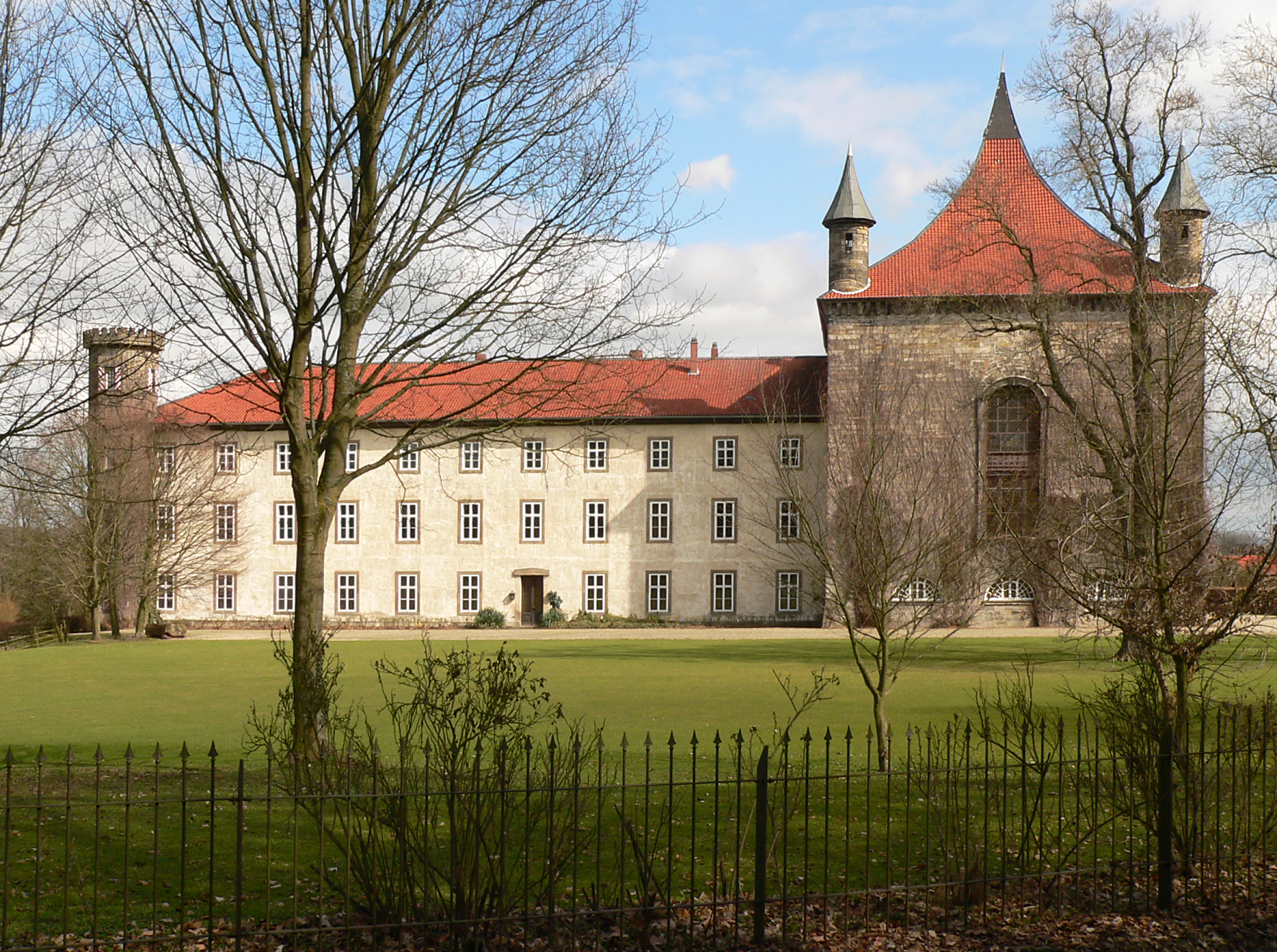
Kloster Derneburg bei Hildesheim, 1815 bis 1974 im Besitz der Familie

Aus dem Haus Langelage stammte Freiherr Georg Hermann Heinrich (1721–1773), Herr zu Surenburg und Geisbeck, Erbburgmann zu Quakenbrück und Landdrost zu Iburg. Er heiratete 1745 in erster Ehe Wilhemine Dorothea Freiin von Hammerstein-Gesmold († 1794), die Erbin der oerischen Güter. Sein Sohn Freiherr Ludwig Friedrich Diedrich Wilhelm (* 1750), Herr zu Surenburg und Langelage, heiratete 1773 Charlotte Freiin von Münchhausen-Schwöbber. Er starb als fürstlich osnabrückscher Oberhofmarschall 1790. Er hatte Surenburg 1786 an die Freiherren Heereman von Zuydtwyck verkauft. Sein Sohn Graf Ernst zu Münster, ab 1805 britisch-hannoverscher Kabinettsminister, erhielt von König Georg IV. 1815 das säkularisierte Kloster Derneburg bei Hildesheim als Dotation, das bis 1974 im Familienbesitz blieb. Er heiratete 1814 Wilhelmine Charlotte Prinzessin zu Schaumburg-Lippe. Deren Sohn Georg Herbert zu Münster wurde 1899 in den preußischen Fürstenstand erhoben, er war Erblandmarschall im Königreich Hannover, Mitglied des Staatsrates und Gesandter am kaiserlich russischen Hof, seit 1847 verheiratet mit Alexandrine Fürstin Galitzin. Aus dieser Ehe stammten vier Töchter und drei Söhne. Von 1837 bis 1938 gehörte auch Kniestedt bei Salzgitter zum Familienbesitz. Es wurde im gleichen Jahr für die Reichswerke Hermann Göring enteignet.
Das Haus Ledenburg besaß seit dem 12. August 1814 die Erblandmarschallswürde des Königreichs Hannover mit erblicher Virilstimme in der ersten Kammer der Ständeversammlung des Königreichs Hannover. Mit der von König Georg IV. von Großbritannien und Hannover 1827 verliehenen Dotation Derneburg wurde das erforderliche Majorat gestiftet.

#### Haus Meinhövel
Das Haus Meinhövel erhielt 1793 das dänische und 1799 das böhmische Indigenat. Die 1795 erkaufte Standesherrschaft Königsbrück in der Oberlausitz wurde 1803 an die Grafen von Hohenthal veräußert. Graf Georg Werner August Diedrich, Freiherr von Oer und Schade, Herr der Standesherrschaft Königsbrück, sowie zu Landegge im Emsland, Carow, Damerow und Poseriu in Mecklenburg und Falkenhagen bei Frankfurt (Oder), starb 1801 als Erbmarschall der Abtei Herford, königlich dänischer und fürstlich osnabrückscher Geheimrat, kurkölnischer Wirklicher Geheimer Staatsrat und Kämmerer. Er war in zweiter Ehe mit Luise Erbtochter und Freiin von der Schulenburg-Altenhausen († 1786) verheiratet. Sein Sohn Graf Gustav (1782–1839), Herr auf Schwartow, k.u.k. Kämmerer und preußischer Generalmajor ehelichte Julie von der Marwitz.

#### Weitere Besitze
Im Hochstift Osnabrück lagen die Besitzungen Langelage, Ledenburg und der Burgmannssitz in Quakenbrück.
Ab Mitte des 15. Jahrhunderts konnten Güter in den Niederlanden und Friesland erworben werden, unter anderem die Herrschaft Ruinen bei Meppel in der Provinz Drenthe bis zur Mitte des 17. Jahrhunderts, sowie Burg Duirsum (auch Den Ham genannt) bei Loppersum (Groningen) und Herzford bei Lingen.
Ende des 18. Jahrhunderts und im 19. Jahrhundert gelangten Güter in Sachsen in Familienbesitz, die Herrschaft Königsbrück Ende des 18. Jahrhunderts, Linz mit Ponickau (heute ein Ortsteil von Thiendorf) bis zur Mitte des 20. Jahrhunderts und Königsfeld mit Köttwitzsch und Haide (heute beides Ortsteile von Königsfeld) 1910.
Der ausgestorbene Zweig Münster-Schade war auch in Mecklenburg und Pommern, dort unter anderem mit Damerow, Carow, Schwartow und Klein-Massow, besitzlich. Sie nahmen später den Namen Meinhövel an und gründeten 1883 das Familienseniorat der Grafen zu Münster-Meinhövel. Während des Zweiten Weltkrieges ging ein Großteil des Senioratsvermögens verloren. 1972 wurde an Stelle des Seniorats die münster-meinhövelsche Familienstiftung gegründet.

### Standeserhebungen
Ob ein verlorengegangenes Freiherrendiplom aus dem Jahre 1510, verliehen von Kaiser Maximilian I. existierte, ist umstritten. Im Wappenbüchlein des Virgil Solis, Nürnberg 1555, wird die Familie unter den Freyhern geführt.
Am 27. Juni 1792 wurden von Kurfürst Karl Theodor von Pfalzbayern als Reichsvikar die Brüder Georg, Erbmarschall des Stifts Herford, kurfürstlich trierscher Kämmerer und Geheimrat mit dem Nebentitel Freiherr von Schade und Ernst von Münster auf Ledenburg und Brüchen, kurfürstlich braunschweig-lüneburger Hof- und Kanzleirat mit dem Nebentitel Freiherr von Grothaus sowie postum der älteste Bruder Ludwig auf Langelage und Lohe, fürstbischöflich osnabrückscher Hofmarschall mit seiner Witwe und Kindern mit dem Nebentitel Freiherr von Oer in den Reichs- und bayerischen Grafenstand mit der Anrede Hoch- und Wohlgeboren erhoben.
Eine mecklenburgisch-schweriner Anerkennung für Georg Graf zu Münster, Freiherr von Schade, auf Damerow und Carow erfolgte am 16. März 1793 und eine kurfürstlich braunschweig-lüneburger Anerkennung für alle drei Genannten am 11. Juni 1793 zu Hannover.
Im Königreich Bayern wurden bei der Grafenklasse der Adelsmatrikel am 25. März 1813 Georg Graf zu Münster, Freiherr von Oer, königlich bayerischer Finanzrat in Bayreuth, eingetragen.
Ernst Graf zu Münster Freiherr von Grothaus, königlich hannoverischer Staats- und Kabinettsminister, und die jeweiligen Geschlechtsältesten erhielten am 12. Oktober 1814 die Erblandmarschallswürde im Königreich Hannover.

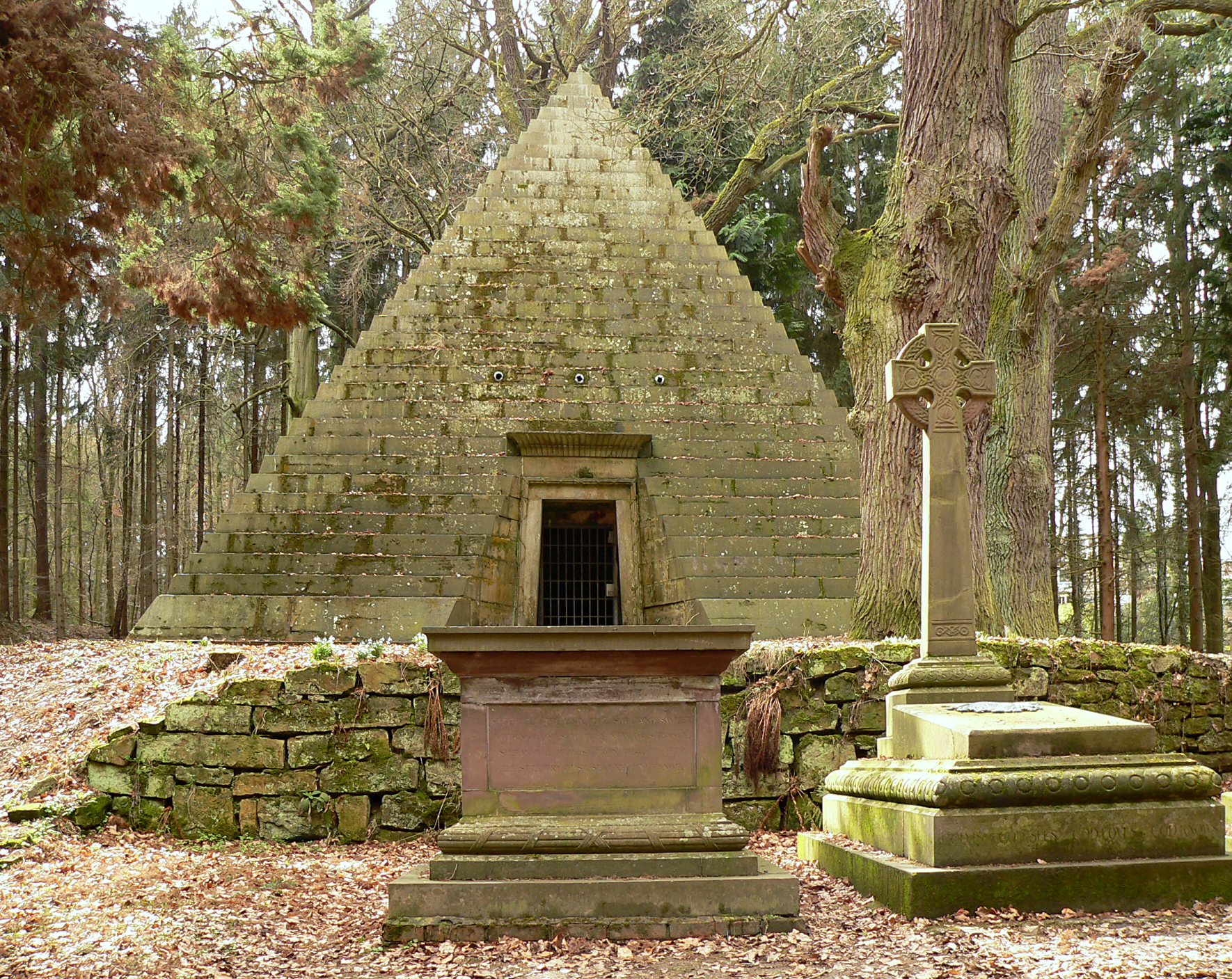
Das Mausoleum der Grafen zu Münster auf Gut Derneburg

Georg Graf zu Münster-Ledenburg, Freiherr von Grothaus, Fideikommissherr auf Ledenburg, Dornum, Derneburg, Binder, Luttrum und Kniestedt I-III Hannover und Denkiehausen Braunschweig, kaiserlich deutscher Botschafter in Paris, erbliches Mitglied des preußischen Herrenhauses, Erbmarschall der Provinz Hannover, wurde am 29. August 1899 zu Potsdam/Neues Palais als Fürst Münster von Derneburg mit der Anrede Durchlaucht in den preußischen Fürstenstand, die Vererbung war vorbehalten, erhoben. Eine preußische Übertragung der seinem Vater verliehenen Fürstenwürde erhielt als Fürst Münster von Derneburg mit Durchlaucht sein Sohn Dr. jur. et cam. Alexander Graf zu Münster-Ledenburg, Freiherr von Grothaus, preußischer Major, für seine Person am 23. März 1909.
Ernst Graf zu Münster, Freiherr von Oer, Fideikommisherr auf Linz mit Ponikau, königlich sächsischer Landstallmeister außer Dienst, erhielt am 28. April 1910 zu Dresden durch Ministerialverfügung eine königlich sächsische Namensänderung in Graf zu Münster-Linz. Die Eintragung in das königlich sächsische Adelsbuch für ihn erfolgte am 6. Juni 1910 unter der Nummer 332.

## Wappen

### Stammwappen
Das Stammwappen ist von Rot und Gold geteilt. Auf dem Helm zwei wie der Schild geteilte Büffelhörner. Die Helmdecken sind rot-golden.

### Wappengeschichte
Der Ritter Hermann von Münster führte 1315 und später ein Reitersiegel von 60 mm Durchmesser. Einzelne Abdrücke dieses Siegels sind mit einem Gegensiegel versehen, welches das Wappen des Geschlechts in Bannerform zeigt. Vermutlich bekleidete Ritter Hermann das Amt eines Obermarschalls des Hochstifts Münster und hat sich in dieser Eigenschaft des Reitersiegels bedient. Die prunkvollen Helmkleinode weisen auf einen höheren Stand der Familie hin.

### Historische Wappenbilder

Reitersiegel des Hermann de Monasterio vom 17. Dezember 1324
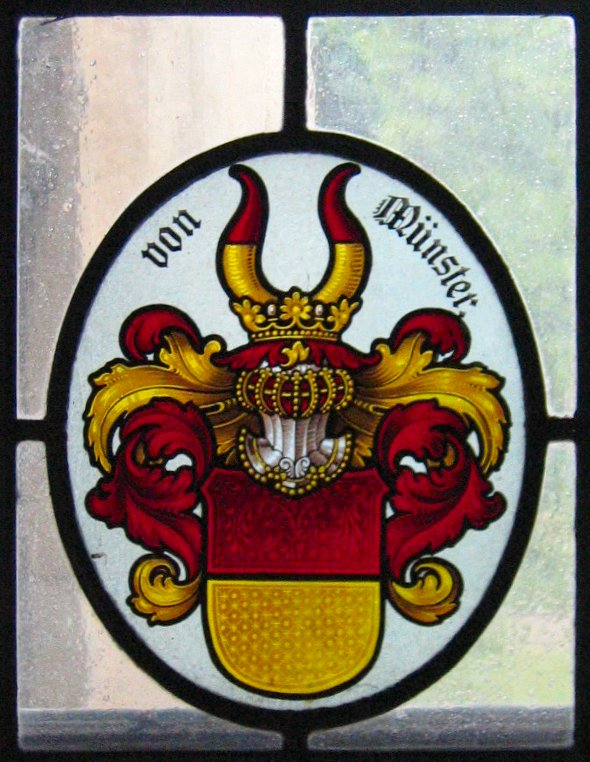
Wappen derer von Münster in Glasfenster im Schloss Hollwinkel
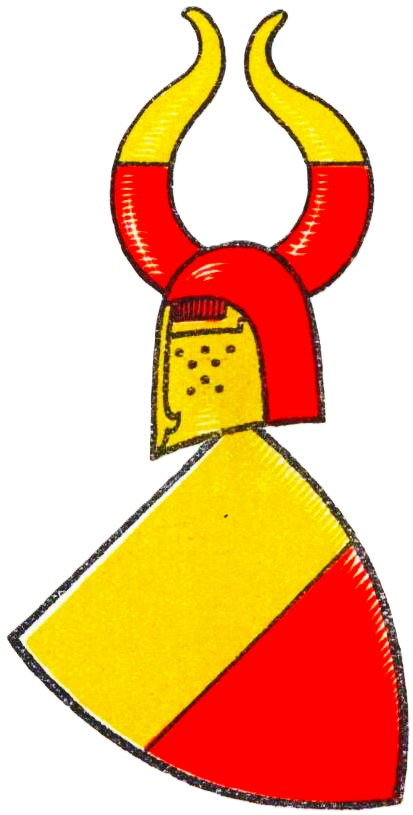
Wappen derer von Münster zu Meinhövel im Wappenbuch des Westfälischen Adels
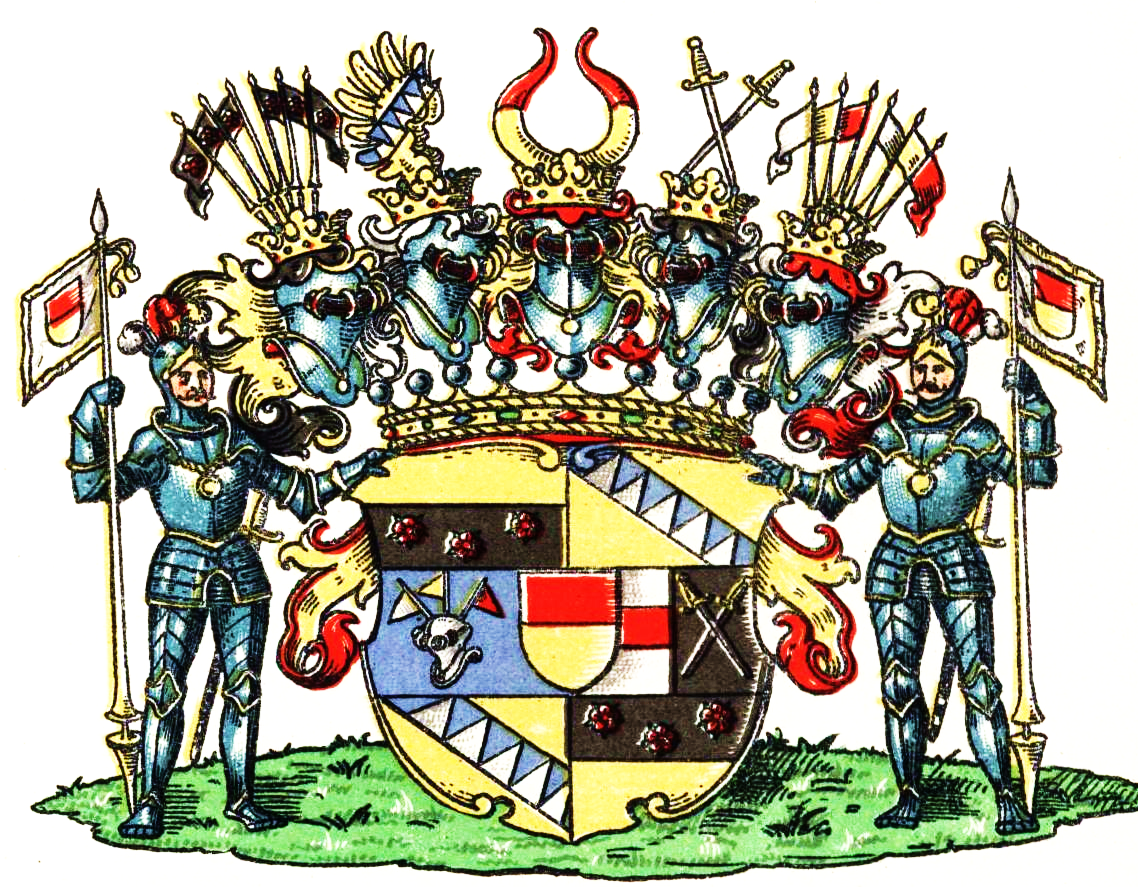
Wappen der Grafen zu Münster-Meinhövel, Freiherren von Schade, Erbmarschalle der Fürstabtei Herford
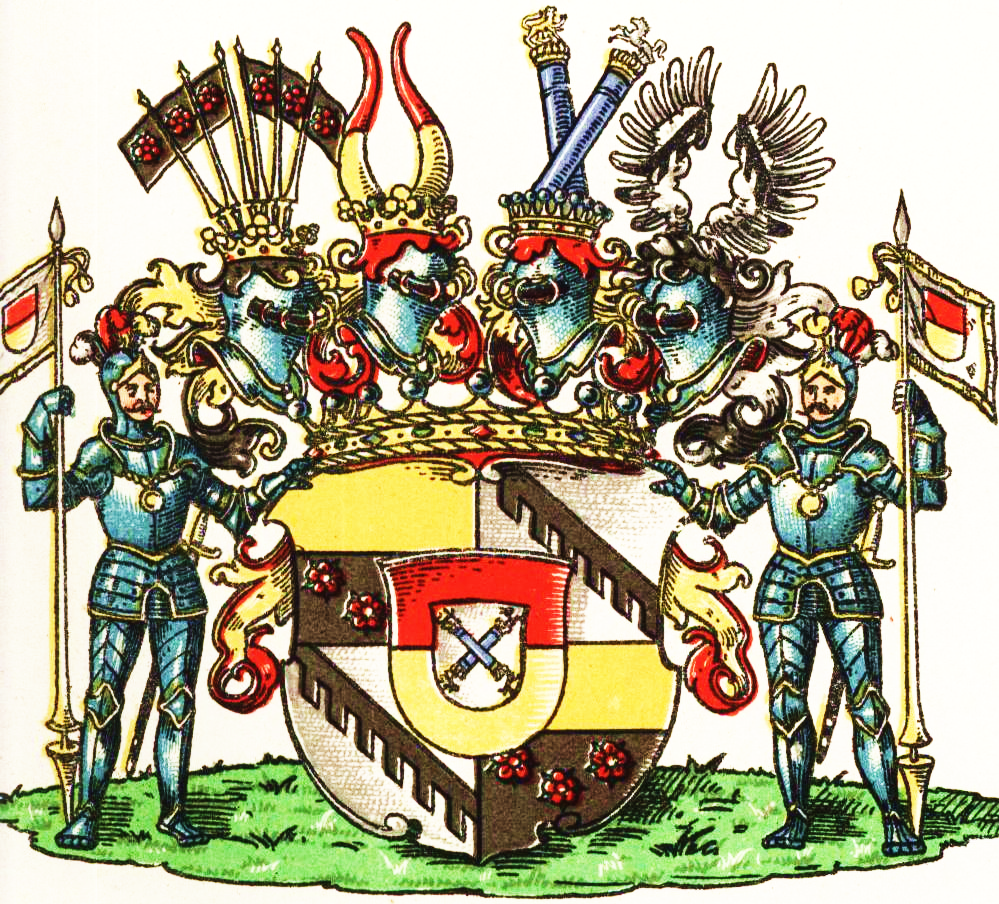
Wappen der Grafen zu Münster-Ledenburg, Freiherren von Grothaus, Herren auf Derneburg, Erblandmarschalle des Königreichs (bzw. der Provinz) Hannover
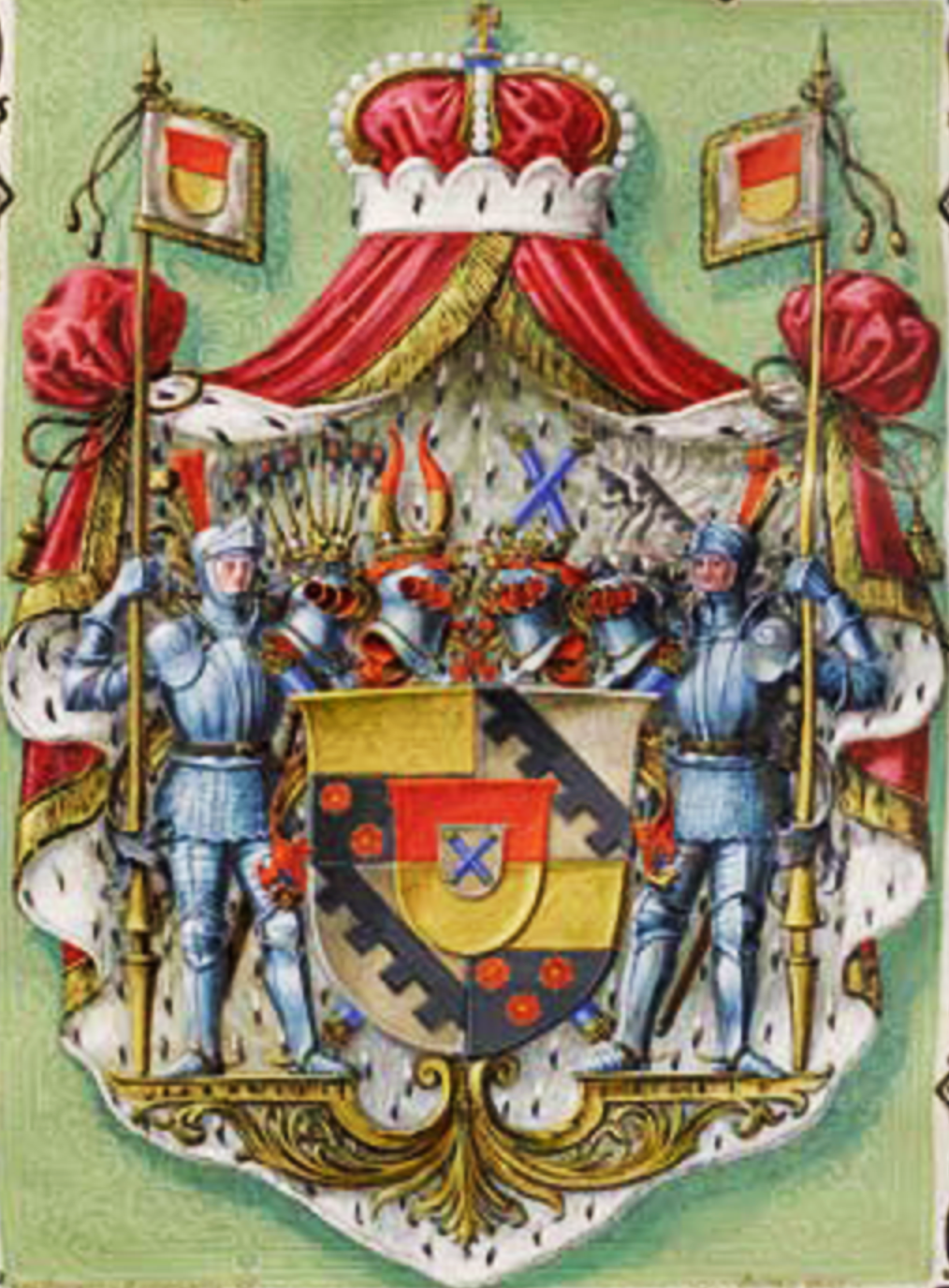
Wappen der Fürsten Münster von Derneburg, Erblandmarschalle der Provinz Hannover
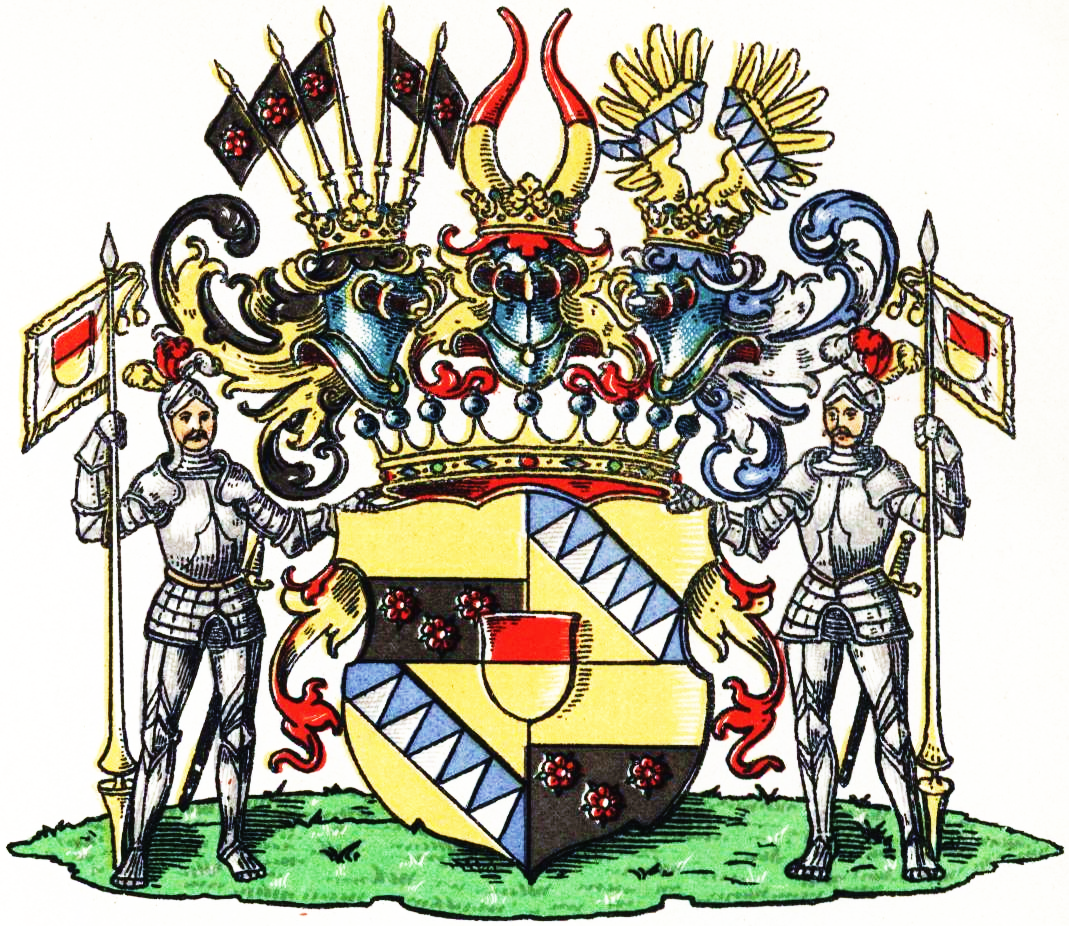
Wappen der Grafen zu Münster-Langelage, Freiherren von Oër, Herren auf Langelage und Lohe, bzw. auf Linz mit Ponickau (daher seit 1910 auch Grafen zu Münster-Linz)

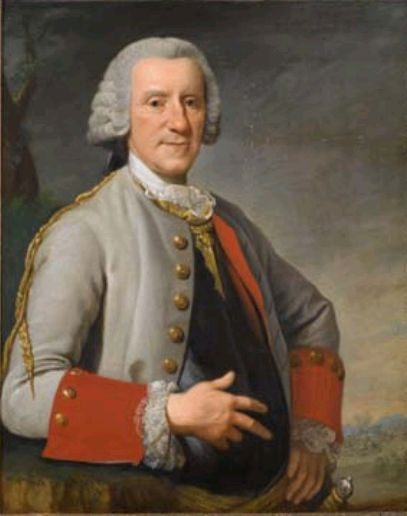
Georg Hermann Heinrich Freiherr von Münster zur Surenburg (1721–1773)
Graf Ernst zu Münster, Freiherr von Grothaus (1766–1839)

## Bekannte Namensträger
- Hermann von Münster (Domherr, † 1449) († 1449), Domherr in Münster
- Bernhard von Münster (1500–1557), Dompropst in Münster
- Georg Werner August Dietrich von Münster (1751–1801), regierender Standesherr zu Königsbrück
- Ernst Friedrich Herbert zu Münster (1766–1839), deutscher Staatsmann und Politiker
- Georg zu Münster (1776–1844), deutscher Paläontologe
- Gustav von Münster-Meinhövel (1782–1839), preußischer Generalmajor
- Hugo Eberhard zu Münster-Meinhövel (1812–1880), preußischer General der Kavallerie, u. a. preußischer Militärbevollmächtigter in St. Petersburg
- Georg Herbert Fürst zu Münster von Derneburg (1820–1902), deutscher Diplomat, Sohn von Ernst Friedrich Herbert zu Münster
- Otto Georg zu Münster-Langelage (1825–1893), Kreishauptmann von Leipzig und Reichstagsabgeordneter
- Alexander Otto Hugo Wladimir Fürst zu Münster von Derneburg (1858–1922), preußischer Major
- Wladimir Ernst Graf zu Münster von Derneburg (1886–1954), Oberstleutnant, Landwirt
- Franz Oswald Wladimir Graf zu Münster Freiherr von Grothaus (1917–2003), Fotograf

## Andere Adelsgeschlechter des Namens Münster
Keine Stammesverwandtschaft besteht zu den gleichnamigen Adelsgeschlechtern der fränkisch-reichsritterschaftlichen Freiherren von Münster und der ebenfalls ursprünglich westfälischen Adelsfamilie von Münster, die um 1820 im Baltikum erlosch; beide führen auch andere Wappen. Ebenfalls besteht keine Verwandtschaft zu der briefadeligen Familie Münster, die mit Christoph Münsterer, kaiserlicher Offizier, am 12. März 1660 in den Reichsadelsstand erhoben wurde.

## Weitere Literatur
- Otto Hupp: Münchener Kalender 1902. Buch u. Kunstdruckerei AG, München/Regensburg 1902.
- Peter Ilisch: Zur Geschichte des Hauses Meinhövel im Kirchspiel Nordkirchen. Geschichtsblätter des Kreises Coesfeld, 27, Coesfeld 2002, S. 1–26. ISSN 0723-2098